# Duitstalige Gemeenschapsverkiezingen 2009
Op zondag 7 juni 2009 werden in de Belgische Duitstalige Gemeenschap verkiezingen voor het Parlement van de Duitstalige Gemeenschap gehouden. Deze verkiezingen worden gelijktijdig met de verkiezingen voor het Brusselse hoofdstedelijke gewest, het Vlaamse gewest en het Waalse gewest en met de Europese verkiezingen gehouden.

## Uitslagen
| Partij               | Partij               | Partij               | 2009    | 2009  | 2009   | 2004    | 2004  | 2004   | verschil | verschil | verschil |
| Partij               | Partij               | Partij               | stemmen | %     | zetels | stemmen | %     | zetels | stemmen  | pp       | zetels   |
| -------------------- | -------------------- | -------------------- | ------- | ----- | ------ | ------- | ----- | ------ | -------- | -------- | -------- |
|                      | CSP                  | lijst                | 10.122  | 27,02 | 7      | 11.905  | 32,79 | 8      | -1.783   | -5,77    | -1       |
|                      | ProDG                | lijst                | 6.553   | 17,49 | 4      | 4.243   | 11,69 | 3      | 2.310    | 5,80     | 1        |
|                      | SP                   | lijst                | 7.231   | 19,30 | 5      | 6.903   | 19,01 | 5      | 328      | 0,29     | 0        |
|                      | PFF                  | lijst                | 6.562   | 17,52 | 4      | 7.615   | 20,98 | 5      | -1.053   | -3,46    | -1       |
|                      | Vivant               | lijst                | 2.684   | 7,16  | 2      | 2.665   | 7,34  | 2      | 19       | -0,18    | 0        |
|                      | Ecolo                | lijst                | 4.310   | 11,50 | 3      | 2.972   | 8,19  | 2      | 1.338    | 3,31     | 1        |
| Totaal Geldig        | Totaal Geldig        | Totaal Geldig        | 37.462  | 100   | 25     | 36.303  | 100   | 25     | 1.159    | 0        | 0        |
| Blanco & Ongeldig    | Blanco & Ongeldig    | Blanco & Ongeldig    | 4.817   | 11,39 |        | 4.594   | 11,23 |        | 223      | 0,16     |          |
| Totaal Stemmen       | Totaal Stemmen       | Totaal Stemmen       | 42.279  | 100   |        | 40.897  | 100   |        | 1.382    | 0        |          |
| Absenteïsme          | Absenteïsme          | Absenteïsme          | 5.167   | 10,89 |        | 5.078   | 11,04 |        | 89       | -0,15    |          |
| Ingeschreven Kiezers | Ingeschreven Kiezers | Ingeschreven Kiezers | 47.446  | 100   |        | 45.975  | 100   |        | 1.471    | 0        |          |

## Verkozenen
- Parlement van de Duitstalige Gemeenschap (samenstelling 2009-2014)